# بونتو نوفو
بونتو نوفو بلدية في ولاية باهيا في المنطقة الشمالية الشرقية من البرازيل.  أًضيفت كبلدية عام 1985، حيث تم إخراجها من بلدية Caldeirão Grande.